# Bubry
Bubry (in bretone: Bubri) è un comune francese di 2 417 abitanti situato nel dipartimento del Morbihan nella regione della Bretagna.
Bubry è gemellata con il comune lombardo di Marcallo con Casone (MI) e la cittadina irlandese di Macroom.

## Società

### Evoluzione demografica
Abitanti censiti